# Szent Thorlak
Szent Thorlak (óészakiul: Þorlákr Þórhallsson, izlandiul: Þorlákur helgi Þórhallsson), (1133 – 1193. december 23.) Izland védőszentje. 1178-tól Skálholt püspöke volt. Az Alþingi határozata alapján már 1198 óta szentnek tekintik, de a katolikus egyház ezt csak 1984. január 14-én tette hivatalossá, amikor II. János Pál pápa szentté avatta, és Izland védőszentjének nyilvánította. Életét és számos csodáját részletesen tárgyalja Szent Thorlak sagája, amelyet II. János Pál izlandi látogatása alkalmából újra kiadtak izlandi nyelven.

## Pályafutása
Nemesi családból származott. 15 éves sem volt, amikor diakónussá szentelték, 18 éves korában pedig pappá. Mintegy hat évig tanult külföldön (Párizsban és Lincolnban), de lehetséges hogy Londonban is járt.
Miután 1161-ben hazatért Izlandra, visszautasította egy gazdag özvegy házassági ajánlatát, és Ágoston-rendi kolostort alapított Þykkvibærben. Itt szigorú vallásos életnek szentelte magát, lemondott a házasságkötésről (míg kortársai közül számos izlandi pap házasságban élt), és a miatyánkot, a hiszekegyet, egy himnuszt és ötven zsoltárt imádkozott felváltva.
Eysteinn Erlendsson nidarosi érsek szentelte püspökké.

## Hatása
Ünnepéhez, a december 23-i Þorláksmessához Izlandon számos hagyomány fűződik.

## Fordítás
- Ez a szócikk részben vagy egészben a Saint Thorlak című angol Wikipédia-szócikk ezen változatának fordításán alapul.  Az eredeti cikk szerkesztőit annak laptörténete sorolja fel. Ez a jelzés csupán a megfogalmazás eredetét és a szerzői jogokat jelzi, nem szolgál a cikkben szereplő információk forrásmegjelöléseként.